# Bobrowiec (Berg)

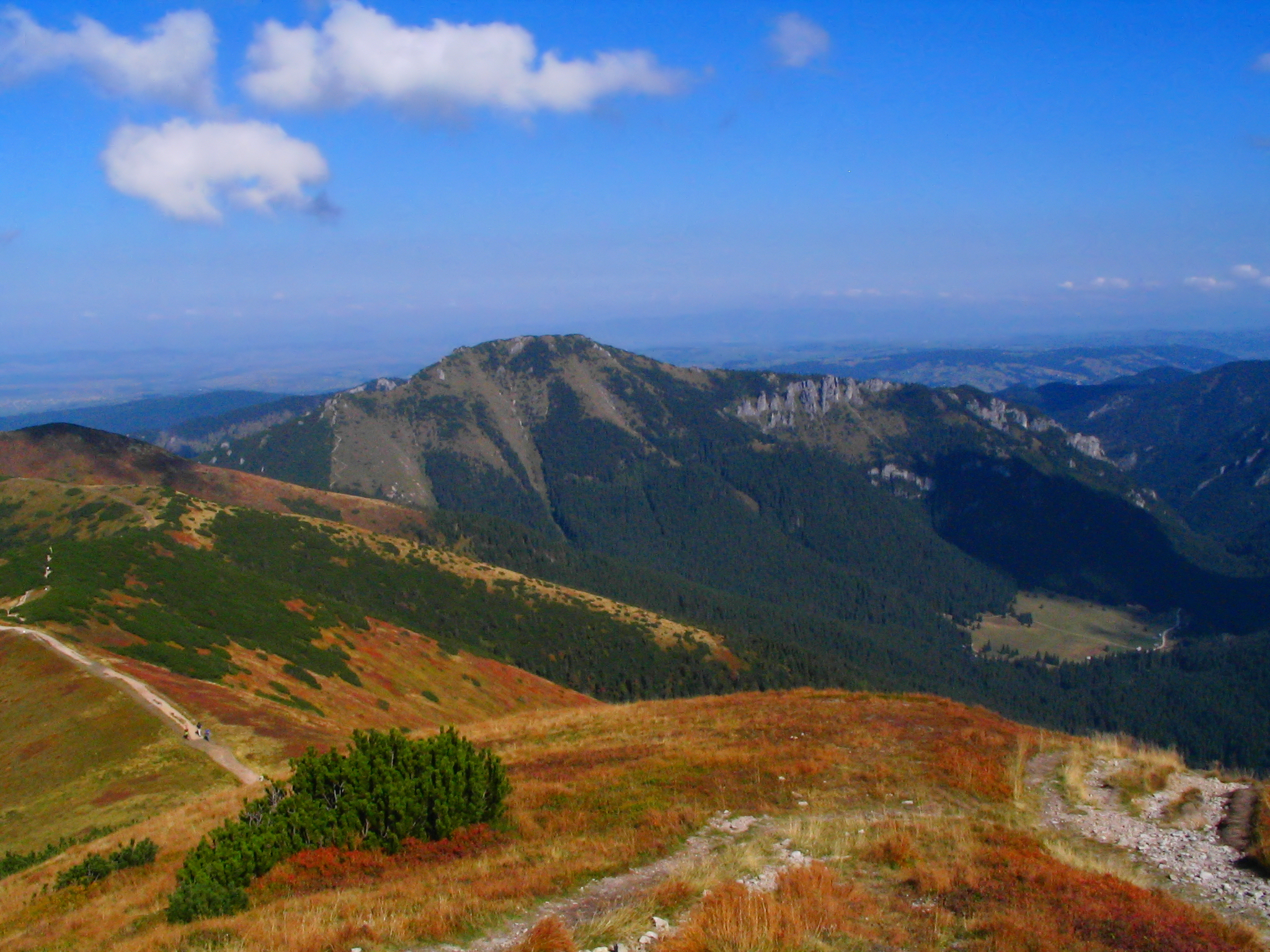
Blick von Süden

Die Bobrowiec (tschechisch/slowakisch Bobrovec) ist ein Berg an der polnisch-slowakischen Grenze in der Westtatra mit 1663 Metern Höhe.

## Lage und Umgebung
Die Staatsgrenze verläuft über den Hauptgrat der Tatra, auf dem sich die Bobrowiec befindet. Östlich des Gipfels liegt das Tal Dolina Chochołowska.

## Tourismus
Die Bobrowiec war bei Wanderern beliebt. 2008 wurde ihr Gipfel zu einem strengen Naturreservat erklärt und der markierte Wanderweg auf den Gipfel geschlossen.
Als Ausgangspunkt für eine Besteigung der umliegenden Bergpässe aus den Tälern eignen sich die Berghütten Ornak-Hütte sowie Chochołowska-Hütte.

## Belege
- Zofia Radwańska-Paryska, Witold Henryk Paryski, Wielka encyklopedia tatrzańska, Poronin, Wyd. Górskie, 2004, ISBN 83-7104-009-1.
- Tatry Wysokie słowackie i polskie. Mapa turystyczna 1:25.000, Warszawa, 2005/06, Polkart, ISBN 83-87873-26-8.